# Uchkus Inkañan
Uchkus Inkañan es un complejo arqueológico ubicado en la comunidad campesina de Uchkus, del distrito de Yauli en la provincia de Huancavelica, Perú, a 3713 sobre el nivel del mar (m s. n. m.).  
Se le conoce también como "Universidad Inca" por haber sido un lugar destinado a la experimentación del área agrícola y así como a la observación de los astros. 

## Ubicación y origen
El centro arqueológico se remonta a los primeros pastores agrícolas (1200 a.c. 100 d.c). Uchkus Inkañan alcanzó mayor importancia debido a que permitió controlar el movimiento de la población a partir de la cuenca del río Ichu del distrito de Acoria hasta Lachocc. En el siglo XV los incas lo ocuparon como complejo religioso.
El complejo arqueológico se considera como un observatorio y centro de experimentación de la cultura Inca que cuenta con tres sectores: sector Qorimina o “Mina de Oro”, sector Inkañan y sector Chunkana.

### Señorío de la nación/ étnia de Angaraes oAnccaras/ Ankaras
El territorio de Uchkus Inkañan fue ocupado por los años 1200 a. C. hasta el año 100 d. C. por agricultores y pastores. Posteriormente el señorío de la nación de Angaraes o Anccaras/ Ankaras en periodo conocido como Intermedio tardío, al igual que otras entidades de carácter nacional como los Chancas, Checras, Huarochirí, Yauyos, Laraos, Mancos, Astos, Pocras, Aymaraes, entre otros.
La población de Anccaras/ Ankaras se expandió en la provincias de Angaraes, Huancavelica y Acobamba, donde se encontrarían los Astos y Guachos; los Wanka Willkas en las provincias de Tayacaja y Huancavelica; y los Chukurpus en la actual provincia de Huaytará y parte de Castrovirreyna. Esto grupos mantenían vínculos y conflictos con sus vecinos: Los Yauyos, Laraw, Wankas, Laramatis, Andamarcas, Quinuas, y otros asentamientos humanos cercanos.

### Imperio Incaico
En la década del 60 del siglo XV, bajo el mando del Inca Pachacútec, los Incas dominaron la zona.   Al establecerse un sector del Tawantinsuyo iniciaron labores administrativos a favor del Inca en Huancavelica, fundando nuevos asentamientos de control asociados al sistema del Qhapaq Ñan. Realizaron construcciones y remodelaron zonas entre ellas Huaytará y Ushkus Inkañán para edificar nuevos asentamientos y establecer a los grupos miqtmas, implantaron nuevos sectores administrativos locales con el objetivo de controlar a la población local.

## Importancia
Este centro arqueológico considerado como un observatorio astronómico y centro de experimentación de la Cultura Inca. Comprende tres sectores: Qorimina, Inkañan y Chunkana, cada uno con características propiamente especiales, desde el punto de vista arquitectónico. También, con andenerías que fueron utilizadas para la siembra de tubérculos y cereales. El centro fue representativo y de ocupación prehispánica durante el desarrollo de la civilización andina. Por otro lado, reflejó la expansión del imperio del Tahuantinsuyo en Huancavelica y la instalación de un núcleo extranjero en el área que ocupaba la etnia Anccara.

## Sectores de Uchkus Inkañan

### Sector A:  Tucolemisa, el Observatorio Astronómico o Inkañam
Es el principal lugar del complejo arqueológico, en sus restos arqueológicos muestra estructuras rectangulares y unas pocas con cimientos de recintos circulares, principalmente las piedras rectangulares exhiben un estilo clásico incaico con las caras externas ligeramente abombadas. La portada trapezoidal conserva las jambas, el umbral y los dinteles de piedras alargadas.
Ubicado a unos 300 metros de Qorimina, en el lugar denominado Toculemisa con un área de 700 m2, las estructuras tienen un parecido a pircas modernas, semienterradas, conformadas por bloque de piedras talladas. Dentro del sector de Tucolemisa se hallan también construcciones modernas de los comuneros del Ushkus. Este espacio de trató de un observatorio astronómico para medir los solsticios de verano e invierno, se conserva la portada principal con tres (3) ambientes para la alta jerarquía, 03 recintos con depósito, 03 pasadizos que comunican las partes internas y externas, 01 canal subterráneo y muros perimetrales parcialmente en 03 lados.

### Sector B: Chunkana
Se sitúa en la en cima del cerro con una latitud por encima del pueblo de Uchkus, es la zona más elevada del complejo, a 3710 m.s.n.m. y a una altura de 324 metros al norte de la plaza de la Kancha del sector A. Una cima con abundante presencia rocosa y una cumbre baja y algo plana es donde se ubica el sector de Chunkana o Chuncana, se caracteriza principalmente por tener una extensión de manera dispersa, aislada o agrupados en dos, unos hoyos cavados en la roca de entre 0,78 y 0,79 m de diámetro, con una profundidad variable de hasta 0.46 m aproximadamente, en su mayoría estos hoyos están cubiertas por tierra y pasto. Hacia el norte del sector se aprecia la cima que está coronada por un muro perimétrico que tiene algunas destruidas, existe construcción rocosa con cortes escalonados en forma de luna, rectangulares, ovalados e irregulares. Otros hoyos tienen hasta 2.30 m de diámetro con forma de media luna, con profundidad de 0.35 m. Existe canaletas para transportar agua a los hoyos con un ancho de 0.12 m. Estos hoyos habrían tenido la finalidad de a acumular agua con fines astronómicos reflejando los astros y las estrellas como una especie de cúpula plasmadas en la roca. Para acceder a este lugar es mediante un camino que asciende por la roca tallada a modo de gradería.
El sector Chunkana fue un centro de carácter ceremonial, ubicado en un promontorio rocoso del complejo, sugiere haber sido un lugar destinado a ritos y ceremonias así como también se puede conjeturar que el lugar sirvió como un punto de observación por su posición dominante en el complejo.

### Sector C: Qorimina o "Mina de Oro"
Qorimina es un sector que también se asigna como un sector ceremonial, su conjunto arquitectónico por canales angostos tallados en la misma roca, por lo que se asemeja al aspecto de un ave de cuello largo, que representa al ave de denominación local yanahuico o ibis peruana. Su forma plasma la circulación simbólica del agua que se origina en la laguna, y otros medios con simbolismos, probablemente, atribuidos al ave.
Se ubica a 272 metros al oeste de la plaza de la Kancha del sector A, el área ocupada tiene una dimensión de 50 metros. La construcción arqueológica se ubica en una lomada pequeña sobre la margen izquierda de la quebrada de Uchkus, cuya cima se aprecia una galería cavada en roca, la cual accede por medio de escalones tallados, que avanzan hasta unos 10 metros. En la cima existe una explanada denominada Ocopampa aún pegada en el declive de la lomada, que lleva a un conjunto de arquitectónico haciendo zigzag. Este canal permite la división con otros dos canales y estas vuelven a dividir en cuatro conductos angostos labrados en la roca, al pie de la roca aparece una oquedad aparentemente natural, de unos 8 metros de profundidad horizontal.
En la ladera oriental del cerro, se observa un conjunto arquitectónico formado por 6 recintos cuadrangulares, dispuestos en hileras que corresponden a colcas, debajo de estas colcas, ladera abajo, se observa un compuesto de recintos pequeños de planta rectangular irregular emplazado sobre las plataformas continuas que se elevan con gran altitud del suelo, esta construcción basada por la presencia de pacchas y rocas talladas con canaletas podría corresponder a un lugar vinculado con el culto al agua.
El nombre del sitio puede ser considerado compuesto y derivaría de las palabras "Quori" que significa oro y el término español mina, en alusión a la presencia galerías mineras; sin embargo, en la zona de Huancavelica existe topónimos nativos como Laymina, Quimina y no tienen relación con alguna explotación o presencia minera.